# SummerSlam (1988)
SummerSlam (1988) — щорічне pay-per-view шоу «SummerSlam», що проводиться федерацією реслінгу WWE. Шоу відбулося 29 серпня 1988 року в Медісон-сквер-гарден(англ. Madison Square Garden) у місті Нью-Йорк, США. Це було перше шоу в історії «SummerSlam». Під час шоу відбулося десять матчів.